# Geen centen, maar spullen
Geen centen, maar spullen is een single van de Nederlandse rapper Donnie in samenwerking met zanger Frans Bauer uit 2020.

## Achtergrond
Geen centen, maar spullen is geschreven door Bas Bron, Frans Bauer en Donald Scloszkie en geproduceerd door Bas Bron. Het is een nederhoplied waarin de artiesten zingen over geld. Voor hun is rijkdom niet veel geld hebben, maar het hebben van spullen en je leven zonder zorgen leven. Het lied kwam tot stand vanuit een idee van Bauer, die de titel al langer in zijn hoofd had. Toen de artiesten samen met de producer bij elkaar kwamen om te brainstormen over een lied, vertelde Bauer over de titel en werd het lied hieromheen gemaakt.
De samenwerking tussen de artiesten kwam tot stand via de kinderen van Bauer, die fan van Donnie waren. Volgens Bauer was het idee van de samenwerking eerst bedoeld als grap, maar werd het snel serieus. Bauer maakte contact door via Instagram aan de rapper te vertellen dat hij fan was van het lied Kwijt. Donnie had in 2019 ook al een nummer van Bauer bewerkt; Heb je even voor mij werd Heb je jonko voor mij. Over de samenwerking met Bauer vertelde Donnie het volgende: "Ik ben zeer vereerd om samen te werken met Frans Bauer alias de stack sjouwer en blij dat ik met hem popgeschiedenis kan schrijven. Op spiritueel niveau zitten we op 1 lijn, alleen zijn pols is net wat kouder."
De videoclip van het lied is geregisseerd door Stuntje. In de muziekvideo zijn de artiesten te zien in onder andere een viskraam en samen op een gele Vespa.
De B-kant van de single is een instrumentale versie van het lied.
Het lied is geen groot succes geworden, maar dit komt mogelijk ook deels door de plotselinge opmars van de Coronacrisis in Nederland. Hierdoor kwamen enkele optredens van Bauer en Donnie in Paradiso te vervallen, en kon het nummer niet verder gepromoot worden.

## Hitnoteringen
Het duo boekte, voor hun doen, verrassend weinig succes met het lied. Het stond een week in de Single Top 100 op plaats 65, maar de Top 40 werd niet behaald. Wel kwam het tot de vijfde plaats van de Tipparade.